# Intravenous
Intravenous est le seul album du groupe de rock alternatif belge, tendance grunge, Keaton.
Il s'agit du seul album du groupe. Tous les titres de l'album ont été composés par les membres du groupe. Il a été enregistré entre novembre 1993 et juin 1994. L'album est sorti une première fois en 1995 sur le petit label Concept Records puis en 1997 pour Columbia Records. C'est cette version qui est ici détaillée (la version de 1995 compte un titre en moins, le douzième).

## Musiciens
- Didier Van Wambeke : voix
- Jacques Pironet : guitare, percussions
- Philippe "Fools" Rennotte : basse, guitare, percussions
- Olivier Bertrand : batterie

## Liste des titres
1. Intravenous - 5 min 12 s
2. Core - 2 min 53 s
3. The Song on Them - 4 min 22 s
4. Dysfunctional Generator Garden - 4 min 57 s
5. Sucker Wave - 6 min 59 s
6. Angry Mister Sin - 5 min 19 s
7. This - 4 min 35 s
8. Wrong - 4 min 08 s
9. Kill Me - 2 min 54 s
10. Drive God - 4 min 59 s
11. Like - 8 min 34 s
12. Intravenous (instrumental) - 3 min 19 s

## Informations sur le contenu de l'album
- Intravenous et Kill Me sont les singles issus de l'album.
- Tino De Martino : basse sur Intravenous et Wrong.
- Phil Baheux : batterie sur Intravenous, Wrong et Angry Mister Sin.
- Vincent Maussen : batterie sur Kill Me.
- Thierry Van Genechten : basse sur Like.
- Francis Winandy : basse sur Angry Mister Sin.
- André Hercot : batterie sur The Song on Them.